# Bussi sul Tirino
Bussi sul Tirino is een gemeente in de Italiaanse provincie Pescara (regio Abruzzen) en telt 2920 inwoners (31-12-2004). De oppervlakte bedraagt 26,3 km², de bevolkingsdichtheid is 115 inwoners per km².

## Demografie
Bussi sul Tirino telt ongeveer 1173 huishoudens. Het aantal inwoners daalde in de periode 1991-2001 met 8,0% volgens cijfers uit de tienjaarlijkse volkstellingen van ISTAT.
| Jaar | Inwoneraantal |
| ---- | ------------- |
| 1991 | 3236          |
| 2001 | 2977          |

## Geografie
De gemeente ligt op ongeveer 345 m boven zeeniveau. De geografische coördinaten zijn 42° 13' NB 13° 49' OL.
Bussi sul Tirino grenst aan de volgende gemeenten: Capestrano (AQ), Castiglione a Casauria, Collepietro (AQ), Corvara, Navelli (AQ), Pescosansonesco, Popoli, Tocco da Casauria.

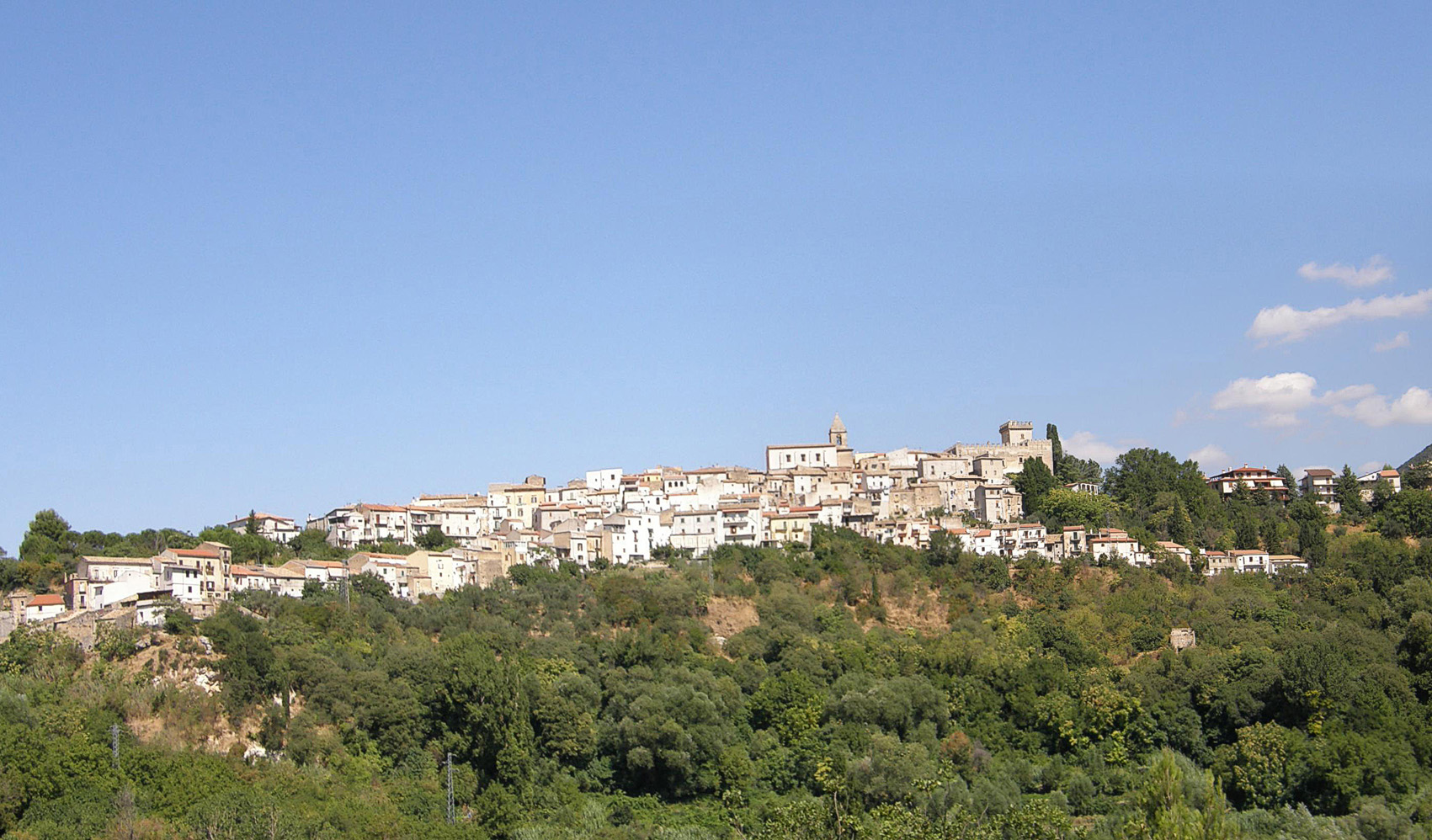
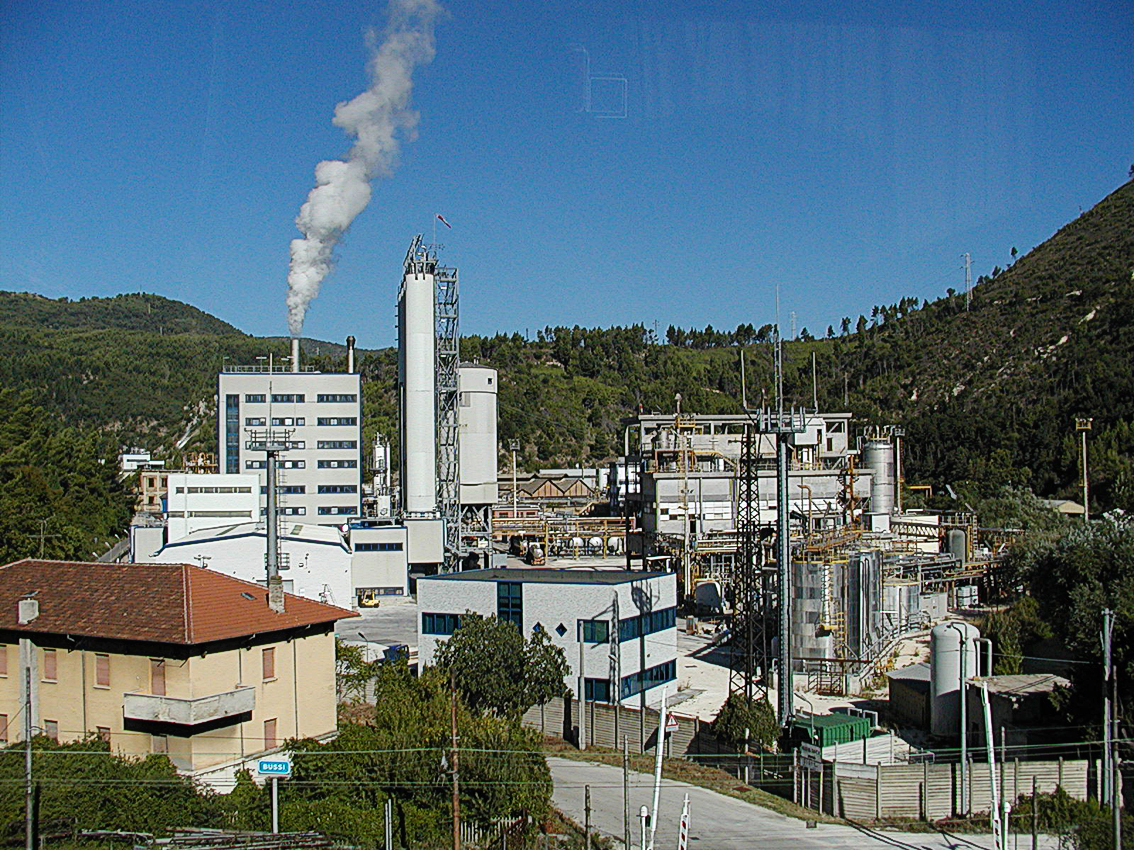
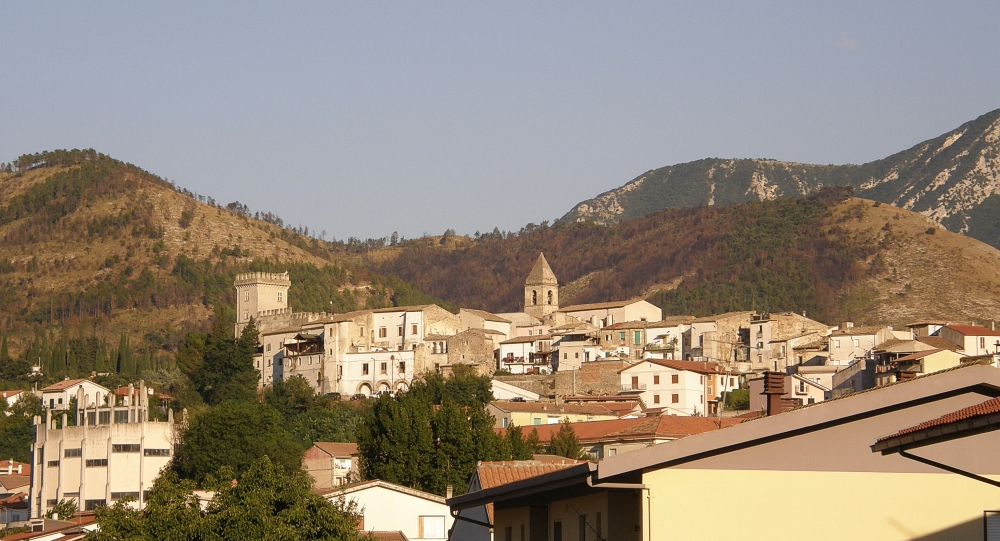
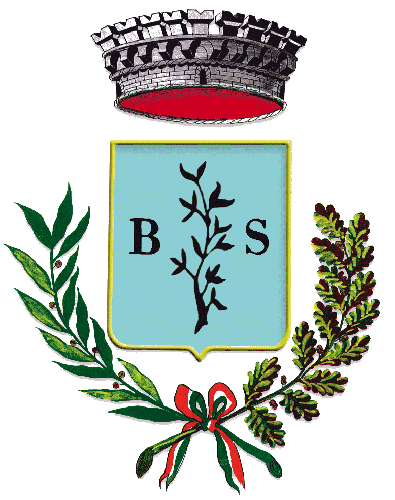
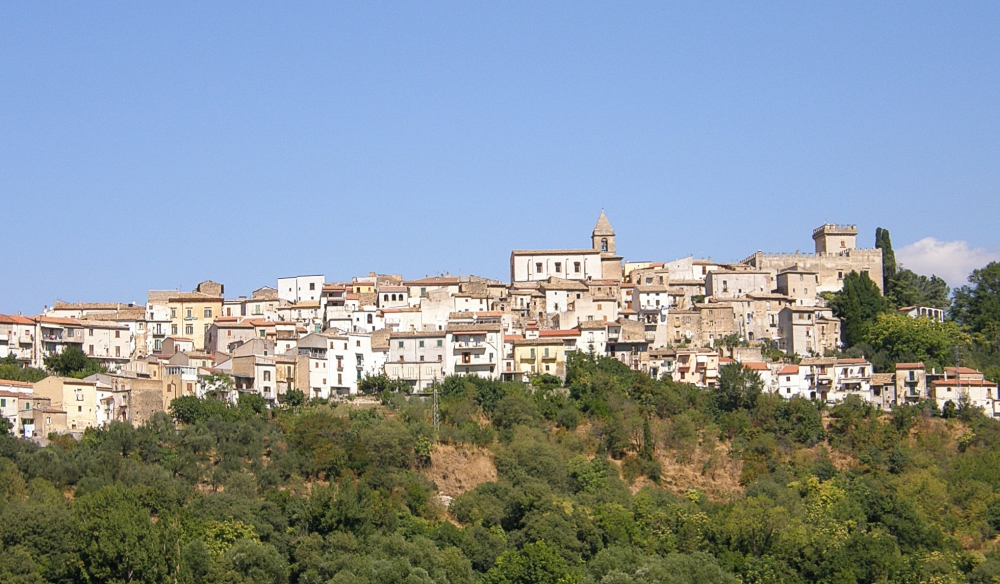
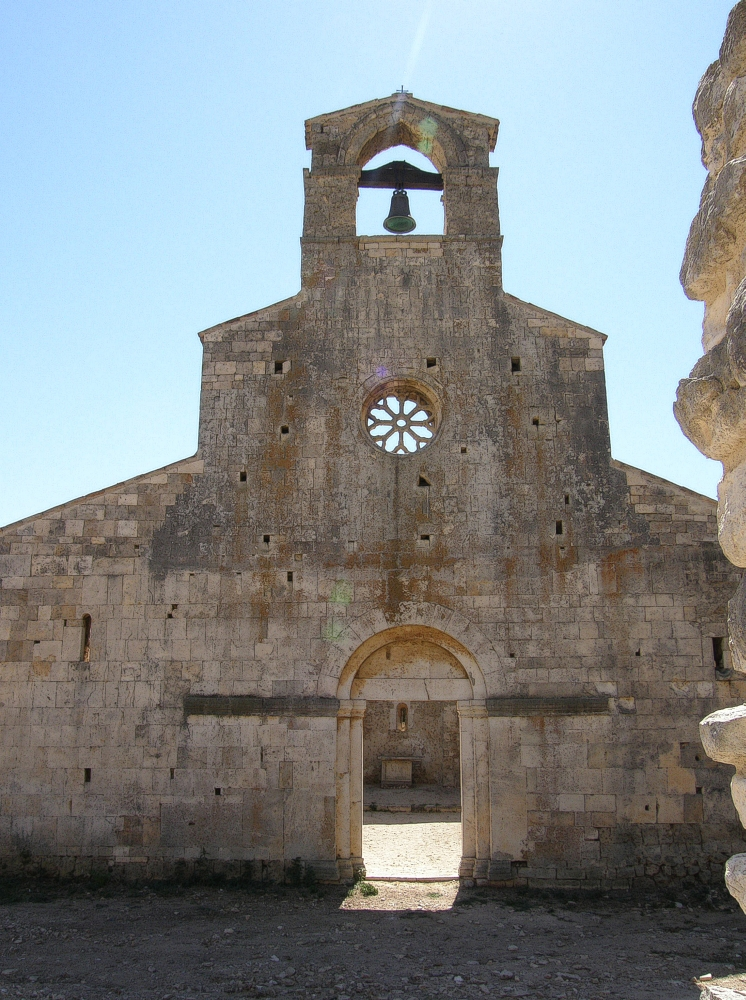
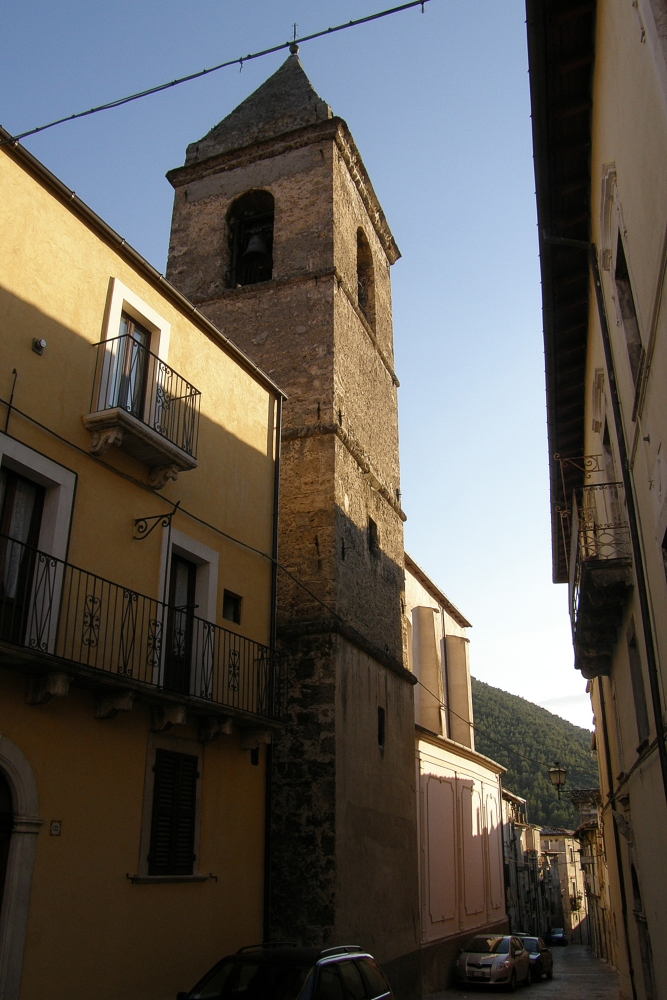
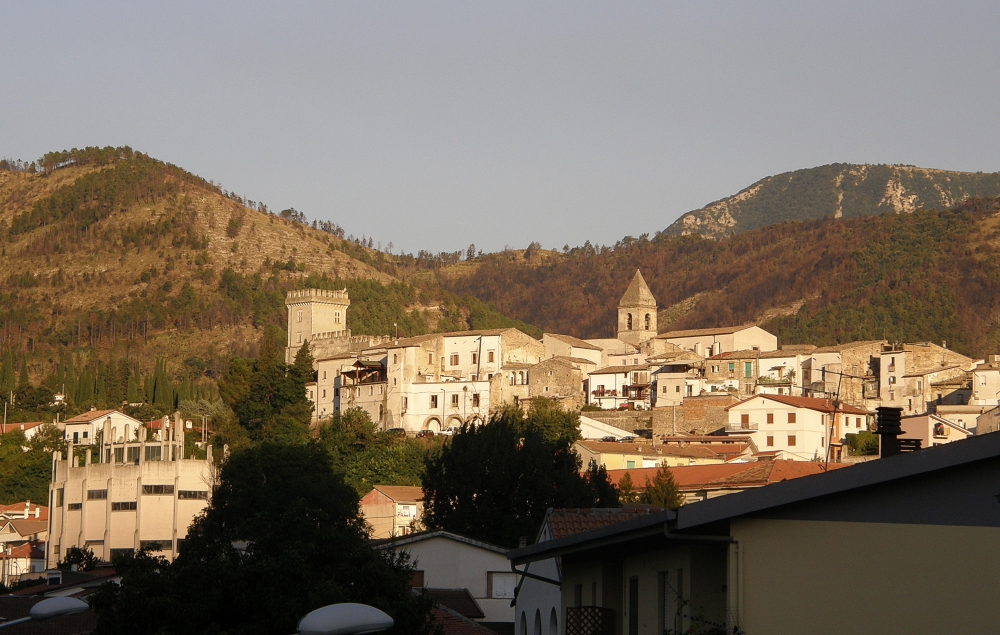

Abbateggio · Alanno · Bolognano · Brittoli · Bussi sul Tirino · Cappelle sul Tavo · Caramanico Terme · Carpineto della Nora · Castiglione a Casauria · Catignano · Cepagatti · Città Sant'Angelo · Civitaquana · Civitella Casanova · Collecorvino · Corvara · Cugnoli · Elice · Farindola · Lettomanoppello · Loreto Aprutino · Manoppello · Montebello di Bertona · Montesilvano · Moscufo · Nocciano · Penne · Pescara · Pescosansonesco · Pianella · Picciano · Pietranico · Popoli · Roccamorice · Rosciano · Salle · San Valentino in Abruzzo Citeriore · Sant'Eufemia a Maiella · Scafa · Serramonacesca · Spoltore · Tocco da Casauria · Torre de' Passeri · Turrivalignani · Vicoli · Villa Celiera
1. ↑  https://demo.istat.it/?l=it.